# Luacano
Luacano – miasto w Angoli, w prowincji Moxico.